# Municipio de Palmer (Pensilvania)
El municipio de Palmer  (en inglés: Palmer Township) es un municipio ubicado en el condado de Northampton en el estado estadounidense de Pensilvania. En el año 2000 tenía una población de 16.809 habitantes y una densidad poblacional de 606 personas por km².

## Geografía
El municipio de Palmer se encuentra ubicado en las coordenadas 40°43′00″N 75°14′58″O / 40.71667, -75.24944.

## Demografía
Según la Oficina del Censo en 2000 los ingresos medios por hogar en la localidad eran de $55,419 y los ingresos medios por familia eran $65,017. Los hombres tenían unos ingresos medios de $44,014 frente a los $30,675 para las mujeres. La renta per cápita para la localidad era de $25,722. Alrededor del 3,7% de la población estaban por debajo del umbral de pobreza.